# Annie de Waard

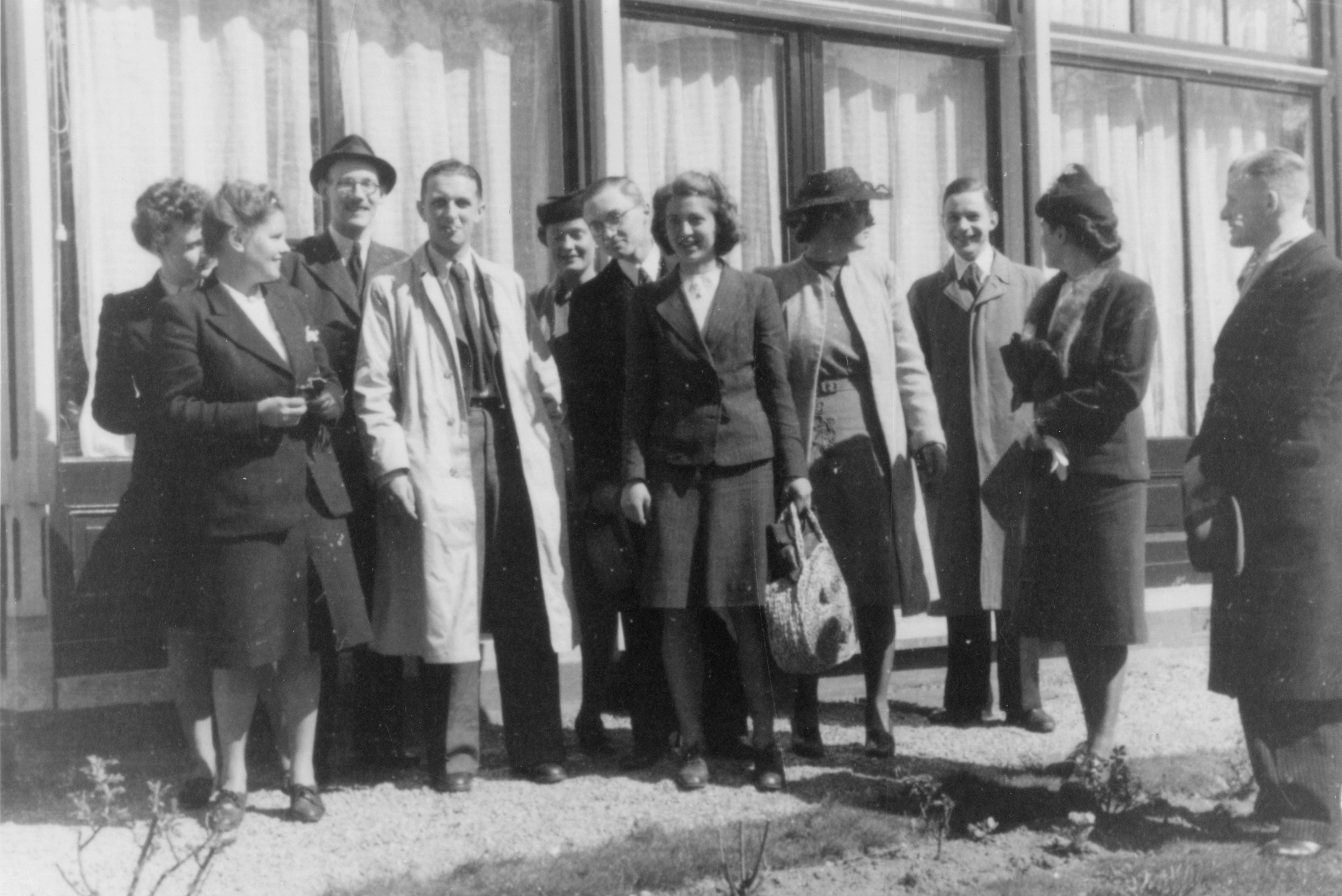
Enkele leden van het Utrechts Kindercomité in april 1944. Annie de Waard is de tweede van links.

Anna (Annie, An, Anne) de Waard (Grijpskerk, 19 oktober 1916 – Groningen, 5 juni 2000) was een Nederlands verzetsstrijder in de Tweede Wereldoorlog.

## Biografie
Ze deed mulo, m.m.s. en gymnasium. In 1937 startte ze haar rechtenopleiding in Groningen, waar ze haar kandidaats behaalde. In 1939 ging zij naar Utrecht om haar studie rechten te voltooien aan de Universiteit van Utrecht. 

### Tweede Wereldoorlog
Via Anne Maclaine Pont en de Utrechtse Vrouwelijke Studenten Vereniging belandde zij begin 1943 bij het Utrechts Kindercomité dat Joodse kinderen in veiligheid bracht. Na de arrestatie van Hetty Voûte hield zij de administratie bij van de namen van de ondergedoken kinderen en de corresponderende onderduikadressen. Zij kreeg toestemming om haar administratie in bewaring te geven in het Aartsbisschoppelijk Paleis van Utrecht, waar zij bekend was onder de schuilnaam Antje Wiersma, de naam van haar grootmoeder van vaders kant. Samen met Jelle de Jong en twee vriendinnen van Hetty Voûte bezorgde zij bonkaarten in Utrecht en verstuurde deze naar adressen elders in het land.
Naast haar activiteiten voor het Kindercomité was De Waard duikhoofd voor de stad Utrecht, koerierster voor de inlichtingendienst en voor Marie Anne Tellegen van het Nationaal Comité van Verzet en het Nederlands Vrouwen Comité. Bij de medewerkers van Vrouwenverzet kende men haar als mejuffrouw Wieringa. Haar koerierswerkzaamheden verrichtte zij onder de naam Antje Duursma, met als beroep kraamverpleegster. Op deze naam bezat zij een vervalst persoonsbewijs en de nodige vergunningen, gemaakt door Rut Matthijsen.
Ter gelegenheid van het UVSV-lustrum in 1944 schreef ze het gedicht "Hoog rijst het bolwerk der menschelijkheid", dat door De Bezige Bij werd gedrukt in een oplage van circa 500 exemplaren. Titia Timmenga (geheel links op de foto) verzorgde de illustraties.

### Na de oorlog
Na de bevrijding werkte De Waard op het Bureau der voogdijcommissie van de Commissie Oorlogspleegkinderen (OPK) en was zij hoofd van de afdeling Joodse Zaken van het Utrechtse bureau van Nederlands Volksherstel. In 1947 studeerde ze af. Na haar studie ging ze werken bij het toenmalige Instituut voor klinische en industriële psychologie.
In 1952 werd ze de eerste voltijds studentendecaan van de Rijksuniversiteit Groningen. In 1977 vierde ze haar 25-jarig jubileum.

## Onderscheiding
In 1978 werd ze benoemd tot Officier in de Orde van Oranje-Nassau.